# 千島海峽
千島海峽，即第一千島海峽（俄语：Первый Курильский пролив），日本稱占守海峡（日语：占守海峡），是俄羅斯的海峽，由薩哈林州和堪察加邊疆區負責管轄，連接鄂霍次克海和太平洋，長約15公里、寬12公里，最大水深32米，平均潮汐高度約1米。